# Parques Nacionais da Escócia

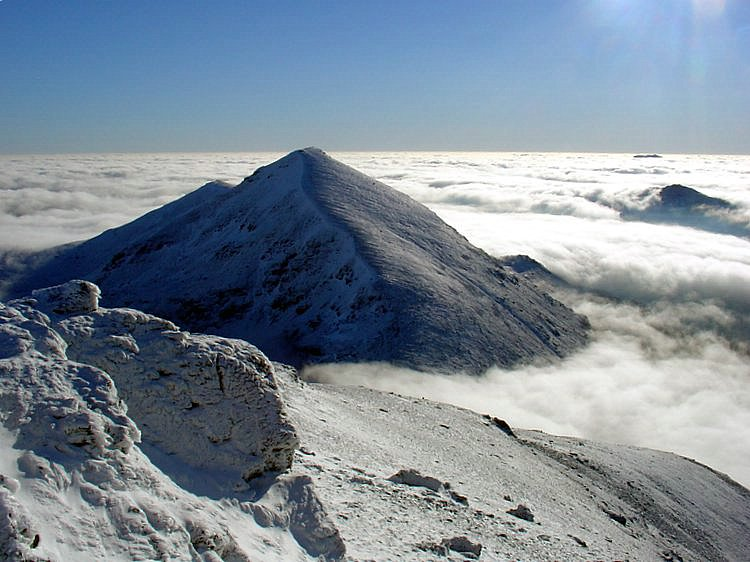
A montanha Stob Binnein no Parque Nacional Loch Lomond e Trossachs

Os Parques Nacionais da Escócia (em gaélico escocês: Pàirc Nàiseanta) são áreas gerenciadas de paisagens naturais onde algumas formas de desenvolvimento são restritas para preservar a paisagem e o ambiente natural. Atualmente, a Escócia tem dois parques nacionais: o Parque Nacional Loch Lomond e Trossachs, criado em 2002, e o Parque Nacional de Cairngorms, criado em 2003.
Ao contrário dos parques nacionais de muitos outros países, os Parques Nacionais da Escócia não são áreas de terras desabitadas de propriedade do Estado. A maior parte das terras é de propriedade privada (incluindo órgãos de conservação, como o National Trust for Scotland), e as pessoas continuam a viver e trabalhar nos parques. Embora as paisagens muitas vezes pareçam "selvagens", a terra não é de natureza selvagem, pois vem sendo modificada por seres humanos há milhares de anos. Assim como os parques ingleses e galeses, os Parques Nacionais da Escócia são efetivamente "paisagens gerenciadas" e, por isso, são classificados como Paisagens Protegidas de Categoria V da IUCN. Os parques nacionais são apenas uma das várias designações usadas para proteger e conservar a paisagem e o ambiente natural da Escócia. O acesso público a todas as terras na Escócia é regido pela Lei de Reforma Agrária de 2003 (Land Reform Act 2003), que concede ao público o direito público de acesso à natureza para atividades como caminhadas, acampamentos, ciclismo, canoagem, natação e escalada; esse direito se aplica às terras independentemente da propriedade ou de estarem ou não em um parque nacional, desde que seja exercido com responsabilidade (conforme definido pelo Scottish Outdoor Access Code).

## História
O conceito de parques nacionais foi proposto pela primeira vez nos Estados Unidos na década de 1860, onde foram criados parques nacionais para proteger áreas de natureza selvagem, como o Parque Nacional de Yosemite. O escocês John Muir foi um dos primeiros defensores da preservação da natureza selvagem nos Estados Unidos e é reconhecido como uma figura importante na formação de parques nacionais nos EUA, bem como no movimento de conservação em geral. Muitos outros países, desde então, criaram parques nacionais buscando a proteção de áreas selvagens. No entanto, a Escócia não possui nenhuma dessas áreas, pois milhares de anos de atividade humana alteraram a paisagem. O assentamento e a atividade humana, incluindo a agricultura, o desmatamento histórico, o sobrepastoreio de ovelhas e veados e o extenso florestamento do século XX com espécies de árvores introduzidas (principalmente coníferas) resultaram em paisagens seminaturais.
No entanto, a ideia de que áreas de caráter selvagem ou remoto deveriam ser designadas para proteger o meio ambiente e incentivar o acesso público cresceu em popularidade durante o século XIX e início do século XX. Em 1931, uma comissão chefiada por Christopher Addison propôs a criação de um parque nacional em Cairngorms, juntamente com propostas de parques na Inglaterra e no País de Gales. Após a Segunda Guerra Mundial, o governo trabalhista aprovou a Lei de Parques Nacionais e Acesso ao Campo de 1949 (National Parks and Access to the Countryside Act 1949), que levou à criação de 10 parques nacionais na Inglaterra e no País de Gales entre 1951 e 1957. Nenhum parque foi criado na Escócia, mas um comitê, presidido por Sir Douglas Ramsay, foi criado para considerar a questão dos parques nacionais na Escócia. O relatório, publicado em 1945, propôs parques nacionais em cinco áreas: Loch Lomond e Trossachs, Cairngorms, Glen Coe-Ben Nevis-Black Mount, Wester Ross e Glen Strathfarrar-Glen Affric-Glen Cannich. O governo designou essas áreas como "Áreas de Direção de Parques Nacionais" ("National Park Direction Areas"), dando poderes para que as decisões de planejamento tomadas pelas autoridades locais fossem revisadas pelo governo central; no entanto, as áreas não receberam o status completo de parque nacional. Em 1981, as áreas de direção foram substituídas por áreas cênicas nacionais, que agora são 40. Embora a designação de área cênica nacional tenha proporcionado um grau de proteção adicional por meio do processo de planejamento, não há órgãos equivalentes a uma autoridade de parque nacional, e, embora as autoridades locais possam produzir uma estratégia de gestão para cada uma delas, apenas as três áreas cênicas nacionais em Dumfries e Galloway têm estratégias de gestão atuais.

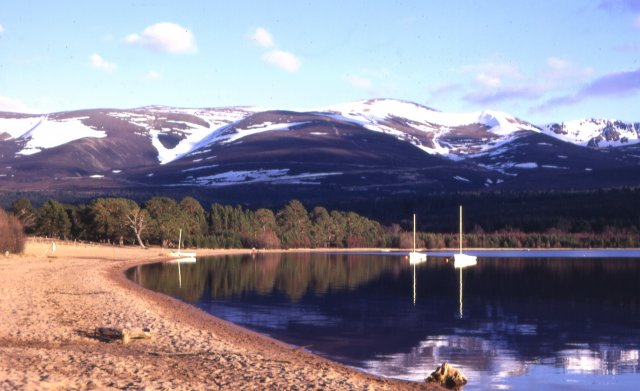
Loch Morlich no Parque Nacional de Cairngorms

Um relatório de 1974 da Comissão do Campo da Escócia (Countryside Commission for Scotland), intitulado Um Sistema de Parques para a Escócia (A Park System for Scotland), não recomendou explicitamente a criação de parques nacionais na Escócia, observando apenas que a questão "sem dúvida, continuaria a ser debatida". Outro relatório da Comissão do Campo da Escócia sobre a proteção da paisagem da Escócia, As Áreas Montanhosas da Escócia - Conservação e Gerenciamento (The Mountain Areas of Scotland - Conservation and Management), foi publicado em 1990. Ele recomendou que quatro áreas estavam sob tanta pressão que deveriam ser designadas como parques nacionais, cada uma com um conselho de planejamento independente, a fim de manter seu valor patrimonial. As quatro áreas identificadas eram semelhantes às propostas pelo Comitê Ramsay (Ramsay Committee): Loch Lomond e Trossachs, Cairngorms, Glen Coe-Ben Nevis-Black Mount e Wester Ross, embora Wester Ross não tenha sido considerado como necessitando de um órgão de planejamento dedicado.
Apesar desse longo histórico de recomendações para a criação de parques nacionais na Escócia, nenhuma medida foi tomada até a criação do Parlamento Escocês em 1999. Os dois parques atuais foram designados como tal de acordo com a Lei dos Parques Nacionais de 2000 (National Parks Act 2000), que foi uma das primeiras leis a ser aprovada pelo Parlamento. Desde a criação original dos dois primeiros parques nacionais, nenhum outro foi criado, embora o Parque Nacional de Cairngorms tenha sido ampliado em 2010 para incluir a parte montanhosa de Perthshire.

### Propostas para criação de novos parques nacionais
Em junho de 2005, o governo escocês anunciou sua intenção de criar o primeiro parque nacional costeiro e marinho da Escócia. Cinco possíveis locais foram considerados, mas nenhum parque marinho foi estabelecido até 2023.
- Solway Firth

- Ilhas e costa de Argyll

- Ardnamurchan, Small Isles e Costa Sul da Ilha de Skye

- Costa Norte da Ilha de Skye e Wester Ross

- North Uist, Sound of Harris, Harris e Sul da Ilha de Lewis

Em 2011, o governo escocês rejeitou uma proposta de criação de um parque nacional na Ilha de Harris. Em 2013, a Campanha Escocesa para Parques Nacionais (Scottish Campaign for National Parks) propôs as sete áreas listadas abaixo como adequadas para o status de parque nacional, mas nenhum outro parque foi designado posteriormente.
- Harris

- Wester Ross

- Glen Affric

- Ilha de Mull e as Small Isles - para serem um parque marinho

- Ben Nevis, Glen Coe e Black Mount

- Galloway

- Cheviot Hills

O acordo de compartilhamento de poder firmado entre o Partido Nacional Escocês e o Partido Verde Escocês após a eleição para o Parlamento Escocês em 2021 comprometeu o governo a designar pelo menos um parque nacional adicional até 2026. As áreas que desejam ser consideradas para o status de parque nacional foram convidadas a enviar solicitações entre outubro de 2023 e fevereiro de 2024. Em outubro de 2023, os conselhos e grupos locais das seguintes áreas estavam considerando as solicitações:
- Galloway[20][21]

- Scottish Borders[22][23]

- Floresta Tay[24][25]

- Ben Nevis e Lochaber[26]

- Eilean a' Cheo (Ilha de Skye e Raasay)

- Da região de Affric até Alladale

- Glen Affric

- Lammermuir Hills

- Largo Bay

- Loch Awe

## Organização

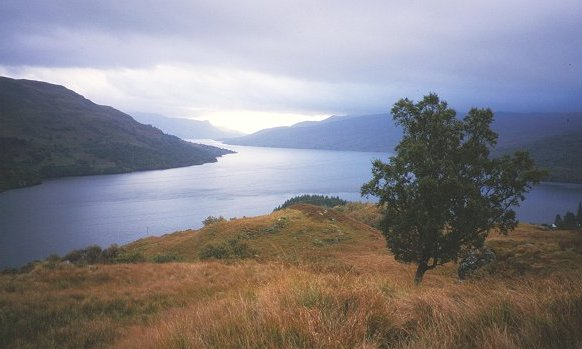
Vista para o leste, ao longo do Loch Katrine, no Parque Nacional Loch Lomond e Trossachs.

Cada parque nacional da Escócia é administrado por uma autoridade de parque nacional. De acordo com a Lei dos Parques Nacionais de 2000 (National Parks Act 2000), os Parques Nacionais da Escócia têm quatro objetivos:
1. Conservar e aprimorar o patrimônio natural e cultural da área

1. Promover o uso sustentável dos recursos naturais da área

1. Promover a compreensão e o aproveitamento (incluindo o aproveitamento na forma de recreação) das qualidades especiais da área pelo público

1. Promover o desenvolvimento econômico e social sustentável das comunidades da área

Os dois primeiros objetivos são idênticos aos incluídos na Lei de Parques Nacionais e Acesso ao Campo de 1949 (National Parks and Access to the Countryside Act 1949), legislação que rege os parques nacionais na Inglaterra e no País de Gales; entretanto, os parques nacionais escoceses têm dois objetivos adicionais (itens 3 e 4 acima). O objetivo geral da autoridade do parque nacional, conforme definido na Lei dos Parques Nacionais de 2000 (National Parks Act 2000), é garantir que esses objetivos sejam "alcançados coletivamente... de forma coordenada". Embora os quatro objetivos tenham o mesmo nível de importância, de acordo com o Princípio de Sandford (Sandford Principle), o primeiro objetivo (conservação e aprimoramento do patrimônio natural e cultural) deve ter maior peso quando a autoridade do parque considerar que há um conflito irreconciliável com os outros objetivos.
Uma função fundamental da autoridade está relacionada à permissão de planejamento: nesse aspecto, os dois parques escoceses atuais diferem. O Parque Nacional de Loch Lomond e Trossachs possui uma autoridade de planejamento completa, exercendo poderes que, de outra forma, seriam exercidos pela autoridade local, enquanto o Parque Nacional de Cairngorms tem o poder de "chamar" as decisões de planejamento da autoridade local quando se considera que elas entram em conflito com os objetivos do parque. As autoridades do parque nacional também são obrigadas a assumir a responsabilidade de gerenciar o acesso ao campo que, em outros lugares, cabe às autoridades locais.
Além da função de planejamento e acesso, as autoridades dos parques nacionais têm uma flexibilidade considerável quanto à forma como os quatro objetivos são alcançados. Elas podem, por exemplo, adquirir terras, estabelecer estatutos e acordos de gestão, conceder subsídios, oferecer consultoria e realizar ou encomendar pesquisas.
A autoridade do parque nacional é administrada por um conselho, composto por membros eleitos pela comunidade que vive no parque, membros das autoridades locais com áreas no parque e membros nomeados pelo governo escocês. O conselho do Parque Nacional de Cairngorms tem 19 membros, enquanto o conselho do Parque Nacional Loch Lomond e Trossachs tem 17 membros (veja abaixo).
| Composição das autoridades dos parques nacionais | Composição das autoridades dos parques nacionais | Composição das autoridades dos parques nacionais |
| Membros                                          | Cairngorms | Loch Lomond e Trossachs |
| ------------------------------------------------ | --- | --- |
| Eleitos                                          | 5 | 5 |
| Nomeados pelas autoridades locais                | 7 (2 membros nomeados pelo Conselho de Highland, 2 membros nomeados pelo Conselho de Aberdeenshire; 1 membro nomeado pelo Conselho de Moray, 1 membro nomeado pelo Conselho de Angus e 1 membro nomeado pelo Conselho de Perth e Kinross) | 6 (2 membros nomeados pelo Conselho de Stirling, 2 membros nomeados pelo Conselho de Argyll e Bute, 1 membro nomeado pelo Conselho de West Dunbartonshire e 1 membro nomeado pelo Conselho de Perth and Kinross) |
| Nomeados pelo governo escocês                    | 7 | 6 |
| Total                                            | 19 | 17 |

## Lista de Parques Nacionais da Escócia
|                    | Parques Nacionais                                                                                       | Ano de criação | Área do km² | Autoridades locais com áreas dentro do parque                      |
| ------------------ | --- | -------------- | ----------- | ------------------------------------------------------------------ |

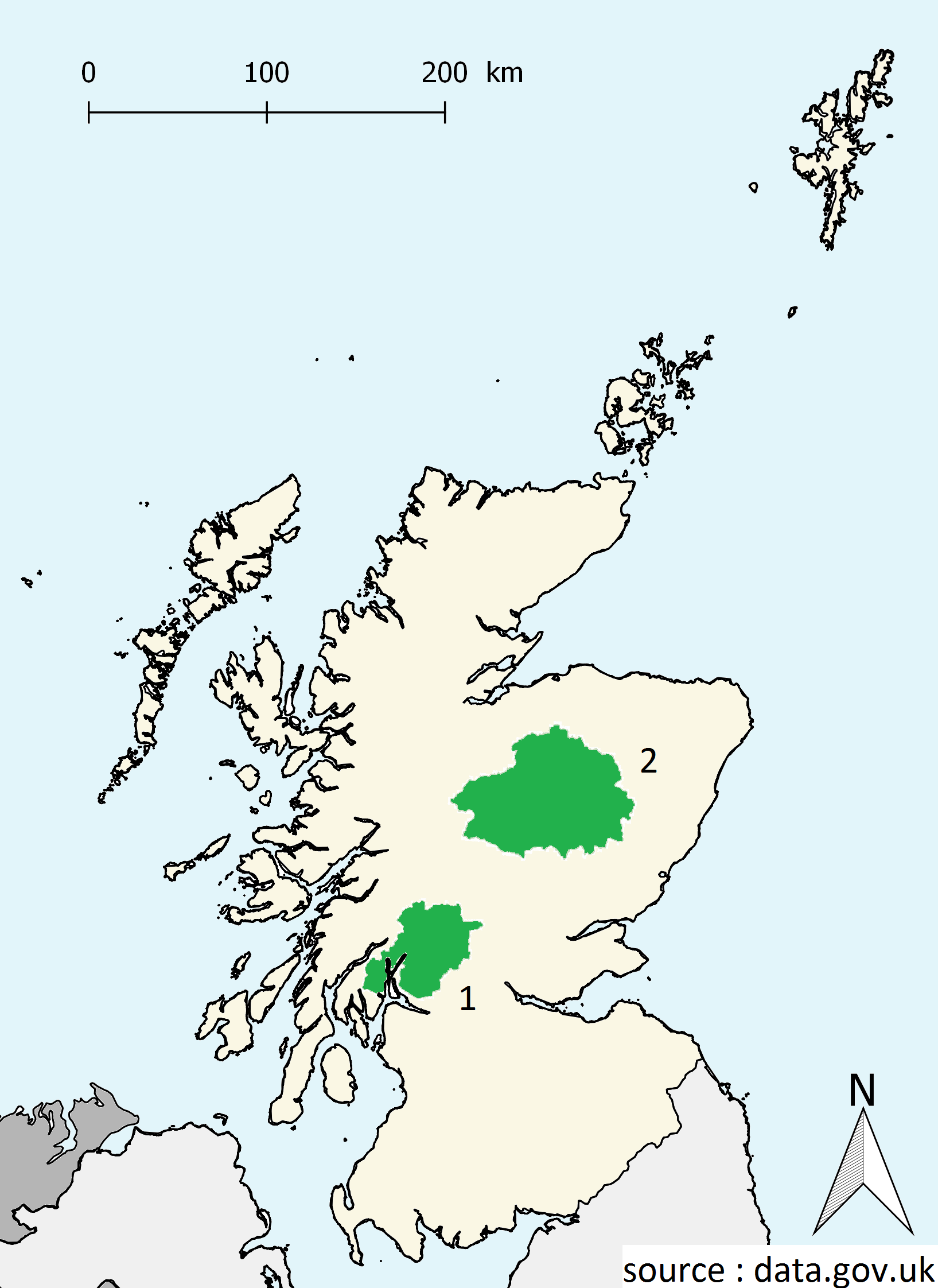
Mapa dos Parques Nacionais da Escócia

| 1                  | Parque Nacional Loch Lomond eTrossachs National Park (Pàirc Nàiseanta Loch Laomainn is nan Tròisichean) | 2002           | 1.865 km²   | Argyll and Bute, Stirling, West Dunbartonshire and Perth e Kinross |
| 2                  | Parque Nacional de Cairngorms (Pàirc Nàiseanta a' Mhonaidh Ruaidh)                                      | 2003           | 4.528 km²   | Aberdeenshire, Angus, Highland, Moray and Perth e Kinross          |
| Total estabelecido | |                | 6.393 km²   |                                                                    |